# Hagenowina
Hagenowina es un género de foraminífero bentónico de la subfamilia Pernerininae, de la familia Ataxophragmiidae, de la superfamilia Ataxophragmioidea, del suborden Ataxophragmiina y del orden Loftusiida. Su especie tipo es Valvulina quadribullata. Su rango cronoestratigráfico abarca desde el Campaniense hasta el Maastrichtiense (Cretácico superior).

## Discusión
Clasificaciones previas incluían Hagenowina en el suborden Textulariina del orden Textulariida o en el orden Lituolida.

## Clasificación
Hagenowina incluye a las siguientes especies:
- Hagenowina depressa †
- Hagenowina paleocenica †
- Hagenowina quadribullata †